# Spelaeocamptus asiaticus
Spelaeocamptus asiaticus is een eenoogkreeftjessoort uit de familie van de Canthocamptidae. De wetenschappelijke naam van de soort is voor het eerst geldig gepubliceerd in 1967 door Sterba.